# 예루살렘의 보두앵 2세

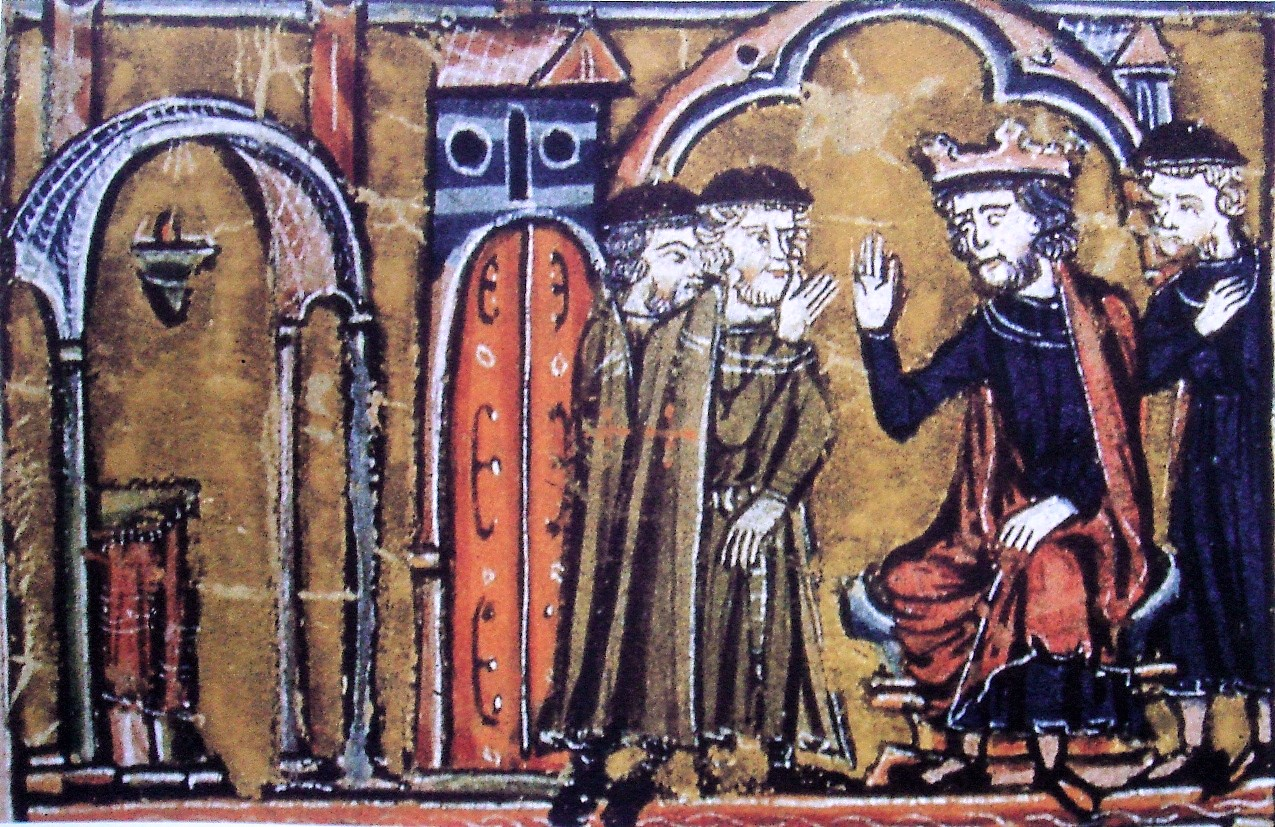
보두앵 2세와 성전 기사단의 설립자, 파엥의 위그와 생토메르의 고드프루와.

보두앵 2세( 프랑스어: Baudouin II, 생년 미상 ~ 1131년 8월 21일)는 십자군 국가 에데사 백국의 백작(1100년-1118년) 이었고 1118년부터는 세 번째 예루살렘 왕국의 왕이 된 인물이다.
보두앵은 프랑스 레텔 백작 위그의 맏아들로 2명의 남동생과 2명의 여동생이 있었다. 아버지로부터 부르 성을 봉건영지로 받아 처음에는 부르의 보두앵으로 불렸다. 1096년 제1차 십자군이 발흥하자 사촌인 부용의 고드프루아와 볼로뉴의 보두앵과 함께 팔레스타인으로 갔다. 이들의 십자군 원정은 성공적이어서 예루살렘 점령에 성공하고 예루살렘 왕국을 세웠다.
1100년 볼로뉴의 보두앵이 보두앵 1세로 고드푸루아의 뒤를 이어 예루살렘 국왕이되자 보두앵 2세는 에데사 백국의 백작위를 받았다. 이듬해 그는 마라티아의 영주 가브리엘의 딸 모르피아와 결혼했다.
1104년 셀주크 투르크가 에데사 백국을 공격했는데 보두앵은 안티오키아 공국의 도움을 받았지만 하란 전투에서 패하여 셀주크의 포로가 되었다. 그 사이 보에몽의 조카인 탕크레드가 에데사 백국의 섭정이 되었다. 보두앵은 1108년 몸값을 치르고 풀려났지만 탕크레드는 에데사를 넘겨주길 거부했고 보두앵은 몇몇 이슬람 제후들과 연합하여 탕크레드와 싸워 결국 탕크레드를 축출했다. 그러나 1110년까지 유프라테스강 동쪽의 영토 대부분은 모술의 이슬람 세력에게 빼앗겼다.
1118년 예루살렘의 보두앵 1세가 죽자 보두앵은 그의 뒤를 이어 예루살렘 왕국의 왕으로 가게 되었고 에데사는 조슬랭에게 넘어갔다. 그 무렵 팔레스타인에는 기독교인 순례자를 돕고 보호하기 위해 종교기사단이 생겨났는데 1113년 병원기사단, 1118년에는 성전 기사단이 창립되었다. 보두앵은 성전 기사단의 본부를 예루살렘의 솔로몬 성전 근처로 마련해 주었기 때문에 이 기사단의 이름이 성전 기사단이 되었다.
보두앵은 1124년에는 투르크족에게 붙잡혀 인질이 되기도 했으나 곧 풀려나서 성전 기사단과 병원 기사단의 도움으로 왕국의 영토를 넓히고 1129년에는 성전 기사단의 도움으로 다마스쿠스를 공격했으나 실패했다.
보두앵은 아내 모르피아와의 사이에 아들이 없었고 4명의 딸이 있었다. 맏 딸 멜리장드는 앙주 백작 풀크 5세와 결혼시키고 이 두사람을 후계자로 삼았다. 다른 두 명의 딸들은 각각 안티오키아의 보에몽 2세와 트리폴리의 레몽 2세와 결혼시켰다. 보두앵은 1131년 8월 21일 병으로 쓰러져 죽었고 제위는 맏딸과 맏사위에게 넘어갔다.
| 전임 보두앵 1세 | 제3대 예루살렘의 왕 1118년 - 1131년 | 후임 멜리장드 및 풀크 |

| 전임 보두앵 1세 | 제2대 에데사 백 1110년 - 1118년 | 후임 조슬랭 1세 |